# Woodbine (Georgia)
Woodbine es una ciudad ubicada en el condado de Camden, en el estado estadounidense de Georgia. En el año 2000 tenía una población de 1.218 habitantes.

## Geografía
Woodbine se encuentra ubicada en las coordenadas 30°57′43″N 81°43′12″O / 30.96194, -81.72000 (30.961869, -81.720017).
Según la Oficina del Censo, la localidad tiene un área total de 5,8 km² (2,2 mi²), toda ella tierra. 

## Demografía
Según la Oficina del Censo, en 2000 los ingresos medios por hogar en la localidad eran de $34.632, y los ingresos medios por familia eran $39.688. Los hombres tenían unos ingresos medios de $30.192 frente a los $22.273 para las mujeres. La renta per cápita para la localidad era de $13.709. 